# Nyakijanda (vattendrag i Mwaro)
Nyakijanda är ett vattendrag i Burundi.   Det ligger i provinsen Mwaro, i den centrala delen av landet, 50 km öster om huvudstaden Bujumbura.
Omgivningarna runt Nyakijanda är en mosaik av jordbruksmark och naturlig växtlighet. Runt Nyakijanda är det tätbefolkat, med 319 invånare per kvadratkilometer.